# Heinävesi
Heinävesi – miasto i gmina w południowej Finlandii w regionie Karelia Północna, w dawnej prowincji Finlandia Wschodnia. Przed 2021 rokiem należała do regionu Sawonia Południowa.
Populacja wynosi 3195 osób, gęstość zaludnienia 3 osoby/km², a powierzchnia 1319,58 km², z czego 289,58 km² stanowi woda.

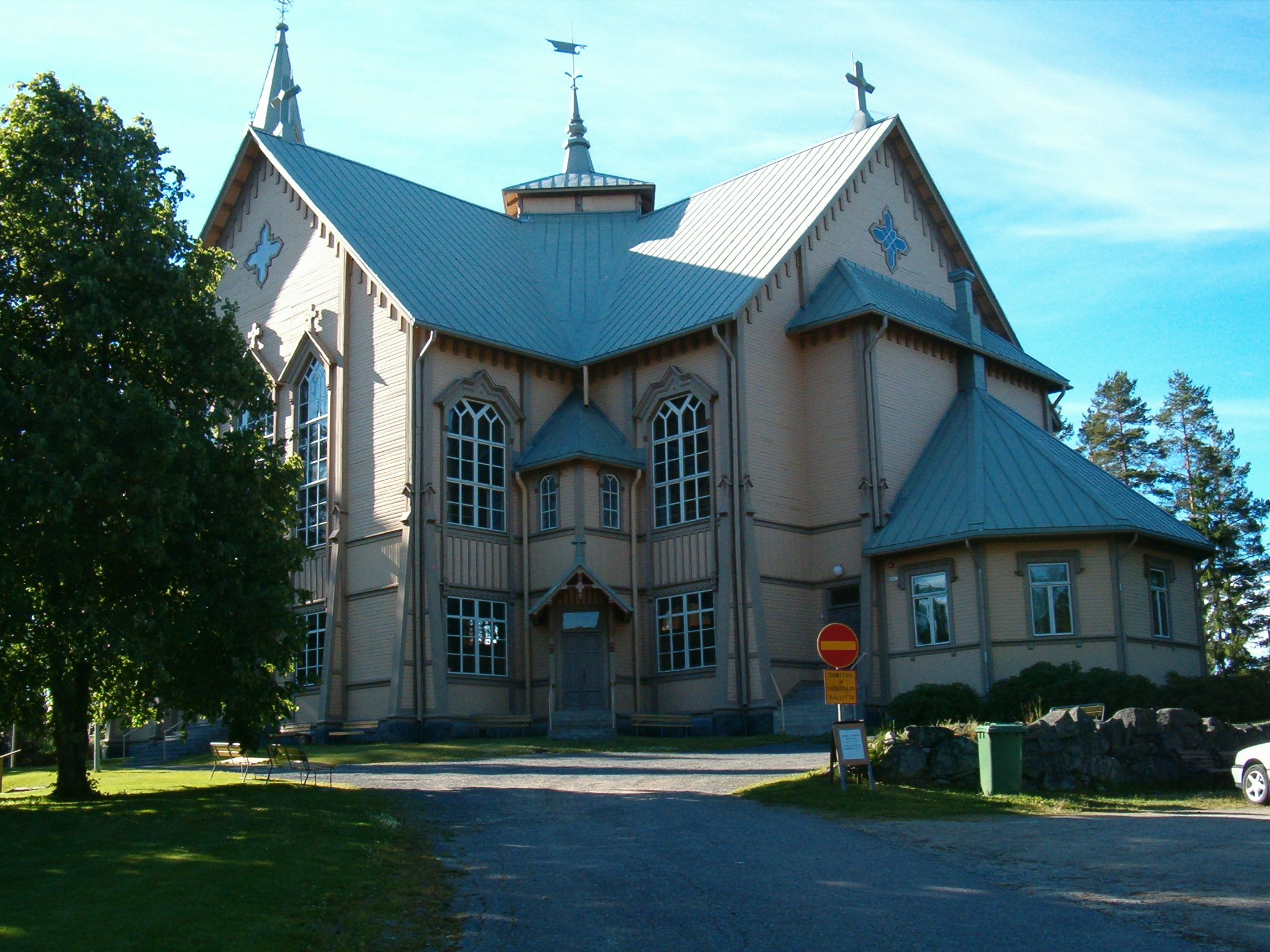
Kościół (Luteran).
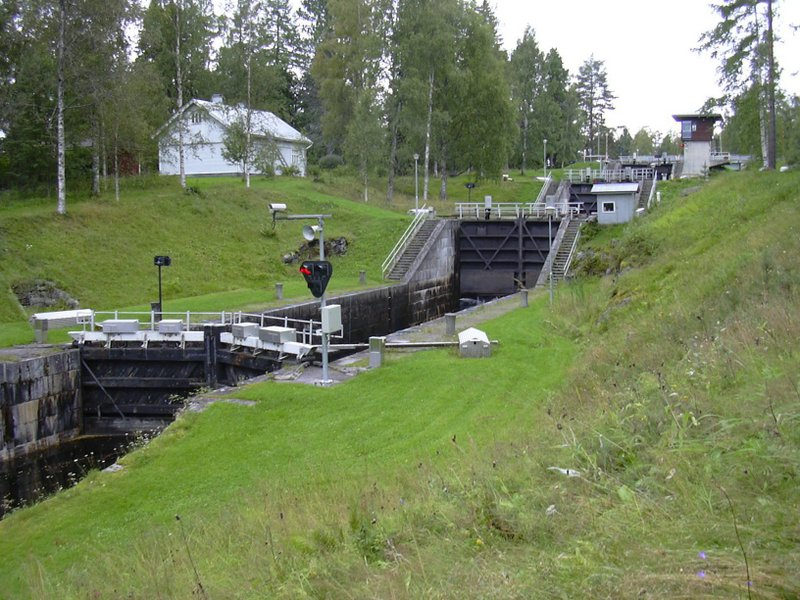
Kanał Varistaipale.
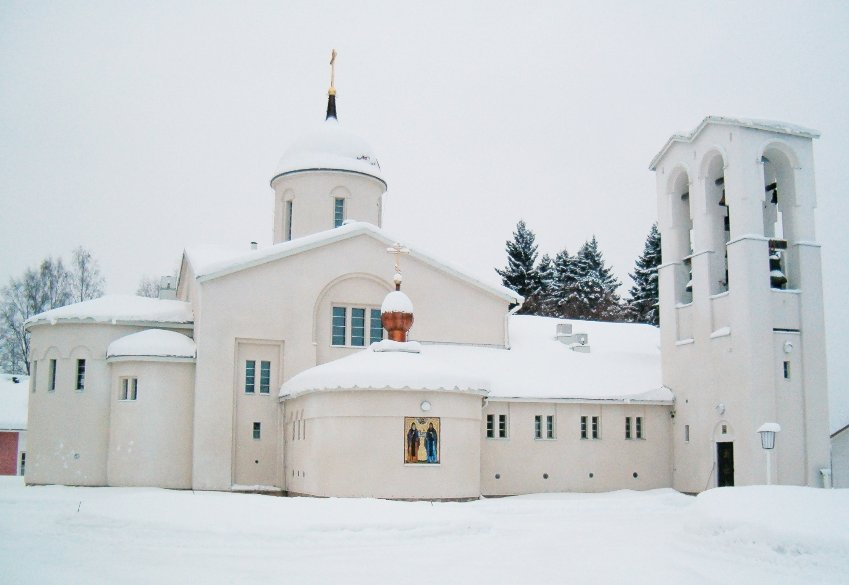
Klasztor Nowy Valamo.
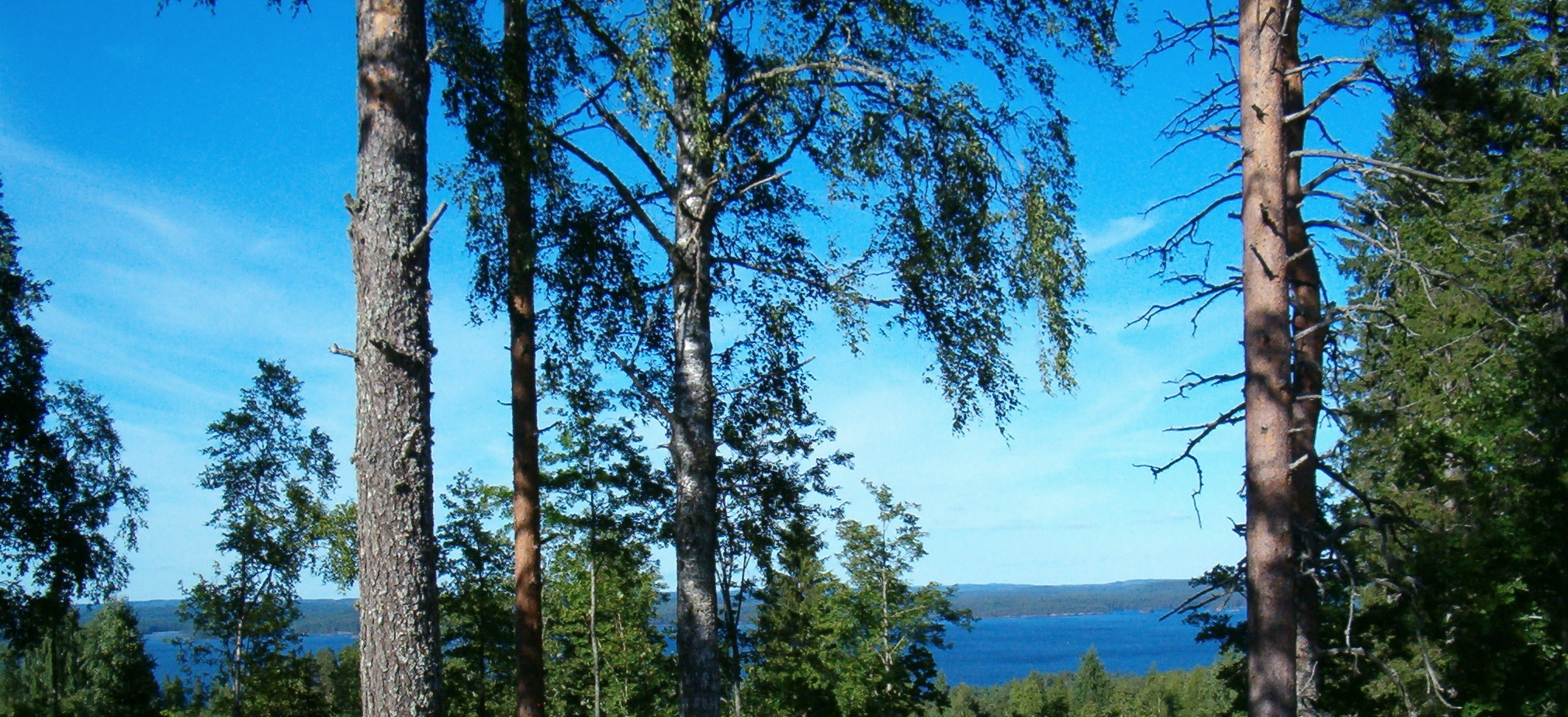
Jezioro Kermajärvi.

## Miasta partnerskie
- Körmend[4]